# Bitwa o forty Dagu (1859)
Bitwa o Forty Dagu 1859.
Do bitwy doszło w czerwcu 1859 r. kilka miesięcy po pierwszej bitwie o Forty Dagu (1858) i podpisaniu przez Chiny układu pokojowego z państwami europejskimi. Flota brytyjsko-francuska licząca 22 okręty popłynęła rzeką Peiho w rejon Fortów Dagu napotykając po drodze zaporę z drewnianych bali połączonych łańcuchami. Dnia 25 czerwca 10 kanonierek rozpoczęło próbę przeprawy przez zaporę. W odpowiedzi działa chińskie z fortu ostrzelały Brytyjczyków zabijając i raniąc 17 żołnierzy. Równocześnie artyleria z pozostałych  okrętów brytyjskich ostrzelała pozycje chińskie na brzegu. Po osłabieniu obrony przeciwnika kadm. James Hope wysłał desant w liczbie 1100 żołnierzy. Chińczycy odpowiedzieli gwałtowną salwą zatapiając 3 kanonierki, 3 uszkadzając i zabijając 90 żołnierzy. 345 wśród nich Hope zostało rannych. Tonących marynarzy uratowała amerykańska kanonierka „Toey Wan”. Również i ją Chińczycy ostrzelali, raniąc dwie osoby. Stany Zjednoczone były neutralne, a kapitan okrętu pytany, dlaczego to zrobił odpowiedział: „Krew jest gęstsza, niż woda”. Porażka zmusiła flotę brytyjską do przerwania walki i powrotu do Szanghaju. 
Źródło
- Leksykon bitew świata, Wyd. Almapress, Warszawa 2004.